# سسیلیا پارکر
سسیلیا پارکر (انگلیسی: Cecilia Parker؛ ‏ ۲۶ آوریل ۱۹۱۴ – ۲۵ ژوئیهٔ ۱۹۹۳) بازیگر اهل کانادا بود.
از فیلم‌ها یا برنامه‌های تلویزیونی که وی در آن نقش داشته‌است، می‌توان به  مزرعه رنگین‌کمان، ماریتای بدجنس، عشق اندی هاردی را می‌یابد اشاره کرد.